# Krupka (vattendrag)
Krupka (ryska: Крупка) är ett vattendrag i Belarus. Det ligger i voblasten Mahiljoŭs voblast, i den östra delen av landet, 230 km öster om huvudstaden Minsk.
I omgivningarna runt Krupka växer i huvudsak blandskog. Runt Krupka är det glesbefolkat, med 11 invånare per kvadratkilometer.